# Cuchilla de Belén
La Cuchilla de Belén es una cadena de cerros que se desarrolla en territorio de los departamentos de Artigas y Salto, formando en el sector oriental el límite interdepartamental entre ambos. Se origina como ramal occidental de la cuchilla de Haedo en la localidad de Masoller. 
Presenta una orientación este-oeste por 262 km hacia la localidad de Belén, dividiendo las lluvias y llevando sus aguas hacia el río Cuareim, en el norte, y hacia el río Arapey Chico, en el sur.
Forma parte de la penillanura basáltica en la mayor parte de su recorrido, constituida por rocas ígneas extrusivas de la formación Arapey, por lo que representa formas alargadas y aplanadas en sus cimas. El tramo terminal occidental está constituido por rocas sedimentarias, con topografía compuesta por lomadas. En esta área se desarrollan economías mixtas agro-ganaderas, mientras que en el resto predomina la ganadería extensiva con enclaves arroceros.
Alcanza los 345 m s. n. m. de altitud, a unos 24 km al oeste de su origen, sobre la Ruta 30.